# Renee O'Connor
Evelyn Renée O'Connor, född 15 februari 1971 i Katy, Texas, är en amerikansk skådespelerska, producent och regissör, mest känd för rollen som Gabrielle i TV-serien Xena - Krigarprinsessan 1995 till 2001. Senare var hon med i en TV-film som heter Monster Ark.